# ديل اندروز
ديل اندروز (بالإنجليزية: Del Andrews) (و. 1894 – 1942 م) هو مخرج أفلام، وكاتب سيناريو أمريكي، ولد في سانت لويس، ميزوري، توفي في تونوباه، عن عمر يناهز 48 عاماً.

## وصلات خارجية
- ديل اندروز على موقع IMDb (الإنجليزية)
- ديل اندروز على موقع أول موفي (الإنجليزية)
- ديل اندروز على موقع قاعدة بيانات الأفلام السويدية (السويدية)
- ديل اندروز على موقع قاعدة بيانات الفيلم (الإنجليزية)
- ديل اندروز على موقع كينوبويسك (الروسية)